# Френтцен, Хайнц-Харальд
Хайнц-Харальд Фре́нтцен (нем. Heinz-Harald Frentzen, имеет также неформальное прозвище Ха-Ха, род. 18 мая 1967, Мёнхенгладбах) — немецкий автогонщик, пилот Формулы-1 (1994-2003). Один из самых успешных гонщиков конца 90-х, вице-чемпион сезона 1997, бронзовый призёр сезона 1999.

## Биография
Сын владельца похоронной конторы, наполовину испанец (по матери).
Хайнц-Харальд впервые сел за руль в возрасте тринадцати лет, и подростком уже выступал в чемпионатах по картингу. В 1986 году он перешёл во взрослую гоночную серию Формула-Форд. С 1989 Френтцен несколько лет гонялся в германской Формуле-3, где, среди прочих его соперников, был и Михаэль Шумахер. Соперничество между двумя немцами было острым, так как оба рассчитывали на контракт тест-пилота с командой Формулы-1, и закончилось вничью. Оба они уступили Карлу Вендлингеру.
Френтцен дебютировал в чемпионате Формулы-1 только в 1994 году в составе Sauber, партнёром всё того же Вендлингера. Дебют Хайнца-Харальда был успешным, несмотря на ненадёжность машины, приведшую к сходам почти в половине гонок. Вдобавок, после тяжёлой травмы Вендлингера в Монако Петер Заубер снял всю команду с гонки. Дебютный чемпионат Хайнц-Харальд закончил тринадцатым.
Следующие два года Френтцен стабильно выступал за «Заубер», оставшийся без поддержки двигателей «Мерседес». Это не помешало Хайнцу-Харальду впервые для себя и команды подняться на подиум на Гран-при Италии 1995 года.

### Williams
В конце 1996 года Френтцен получил неожиданное предложение от Фрэнка Уильямса — занять место действующего чемпиона мира Деймона Хилла за рулём чемпионского болида Williams Renault. Так в 1997 году Френтцен стал партнёром Жака Вильнёва и одним из лидеров чемпионата. На Гран-при Сан-Марино 1997 года Ха-Ха одержал свою первую победу в Формуле-1. Он закончил на подиуме шесть гонок из шестнадцати проводившихся. Тем не менее, он уступал в скорости и своему партнёру Жаку Вильнёву, и своему старому знакомому Михаэлю Шумахеру. Чемпионат драматично завершился в Хересе, где на квалификации Вильнёв, Шумахер и Френтцен впервые в истории чемпионатов мира показали идентичное время. В гонке Шумахер протаранил канадца, за что был дисквалифицирован и лишён второго места в чемпионате, которое занял переместившийся с третьего Френтцен.
На следующий год «Уильямс» остались без поддержки компании «Рено» и были вынуждены использовать устаревшие двигатели «Супертек». Скорость нового «Уильямса» не позволяла больше Френтцену и Вильнёву выигрывать гонки, и оба покинули тонущий корабль по окончании сезона-1998. Жак стал соучредителем и пилотом команды BAR, а Хайнц-Харальд поменялся местами с Ральфом Шумахером, перейдя в Джордан-Хонда.

### Jordan
Результаты Френтцена в 1999 резко пошли вверх. В первой же гонке за «Джордан», Гран-при Австралии 1999 года, он на равных боролся за победу с «Феррари» Эдди Ирвайна, лишь немного уступив ирландцу. С самого начала Хайнц-Харальд стал одним из лидеров чемпионата, но последующие успехи пилотов «Макларен» оттеснили его назад. Вдобавок, в Монреале немец попал в тяжёлую аварию и получил травму ноги. Доктор Сидней Уоткинс, глава медкомиссии Формулы-1 диагностировал трещину кости, однако Френтцен отказался пропускать гонки и продолжил выступать с наложенной шиной.
Следующая гонка, ГП Франции в Маньи-Куре, проходила под проливным дождём, перемешавшим гонщиков в квалификации и приведшим к многочисленным сходам. Френтцен уверенно держался в лидирующей группе, а в конце, за счёт рискованной тактики меньшего количества дозаправок, опередил Мику Хаккинена и Рубенса Баррикелло и выиграл Гран-при, несмотря на сломанную ногу. После этого, а также после травмы, выбившей Михаэля Шумахера из строя на Гран-при Великобритании, Френтцена начали всерьёз рассматривать как претендента на титул, несмотря на то, что «Джордан» никогда не считались топ-командой, а партнёр Хайнц-Харальда, чемпион мира 1996 года Деймон Хилл, с трудом набирал очки.
В середине чемпионата немец упустил инициативу и заметно уступал пилотам «Феррари» и «Макларен». Месяц спустя в Италии Хайнц-Харальд одержал уверенную победу, а дома в Германии стартовал с поул-позишн. Однако, не сумев добраться до финиша в сложной, полной аварий гонке, Френтцен потерял шансы на чемпионский титул. Тем не менее, сезон-1999 стал одним из лучших в его карьере: он взял «бронзу» чемпионата и практически в одиночку привел к тому же результату команду.
Следующие два года Хайнц-Харальд продолжал выступления за «Джордан», который, после ухода Майка Гаскойна и появления конкурента в вида «БАР-Хонды» уже не развивал прежней скорости. Френтцен и его партнёр Ярно Трулли уверенно набирали очки, дважды Френтцен ещё попадал на подиум, но больше не одержал ни одной победы.

### Последние годы
В 2001 году результаты немца упали, начался разлад с руководством команды, которое уволило его прямо перед его домашним Гран-при и заменило на Жана Алези. Менее чем через неделю Френтцен совершил обратный манёвр: оказался в Prost на месте француза. Однако команда Алена Проста находилась на грани банкротства, и Хайнц-Харальд так и не набрал за неё ни одного очка. В начале 2002 года команда прекратила своё существование.
Френтцен был вынужден довольствоваться местом в кокпите болида аутсайдеров Arrows на сезон 2002. Команда использовала клиентские двигатели Ford-Cosworth, поставляемые командой Jaguar. Том Уокиншоу, владелец «Эрроуза», также испытывал финансовые проблемы, усугублявшиеся необходимостью оплачивать услуги звездного вице-чемпиона. В результате, Ники Лауда, директор Jaguar Racing, не получив вовремя плату за двигатели, запретил «Стрелам» их использование. Команда пропустила три гонки, прежде чем смогла расплатиться, но даже не вышла на последнюю гонку сезона. Френтцен покинул ещё одну команду-банкрот.
Свой последний сезон Хайнц-Харальд провел за «Заубер», ту же команду, в которой дебютировал, партнёром своего земляка Ника Хайдфельда. В своей предпоследней гонке, Гран-при США 2003 года, Френтцен добыл своей команде третью ступеньку на подиуме. После этого Ха-Ха покинул чемпионат Формулы-1 и дебютировал в кузовной серии ДТМ, выступая сначала 2 года за «Опель», а в 2006 году — за «Ауди», и завоевав 4 подиума (по 2 в каждой команде).

### Семья
Коринна Беч, бывшая спутница Френтцена, с которой они встречались 4,5 года, после их расставания стала женой Михаэля Шумахера.
Хайнц-Харальд Френтцен женился 22 октября 1999 г. на Тане Нигге (род. 17 ноября 1969 г.). Дети: Леа (род. 10 апреля 2000 г.), Сара (род. 26 ноября 2003 г.) и Феня (род. 30 марта 2006 г.).

## Результаты выступлений в Формуле-1
| Легенда к таблице |                                                                    |
| --- | ------------------------------------------------------------------ |
| В таблице перечислены результаты всех Гран-при Формулы-1, в которых принимал участие гонщик. Строками таблицы являются сезоны, столбцами — этапы чемпионата мира. В каждой клетке указаны сокращённое название этапа и результат, дополнительно обозначенный цветом. Расшифровка обозначений и цветов представлена в нижеследующей таблице. |                                                                    |
| \| Пример \| Описание \| \| ------------ \| ------------------------------------------------------------------ \| \| 1 \| Победитель \| \| 2 \| Второе место \| \| 3 \| Третье место \| \| 5 \| Финишировал, заработав очки \| \| Сход \| Не финишировал, но при этом заработал очки \| \| 12 \| Финишировал, не получив очков \| \| НКЛ \| Финишировал, но не попал в финальную классификацию \| \| 15 \| Участвовал вне зачёта, либо по отдельной классификации \| \| 18 \| Не финишировал, но попал в финальную классификацию \| \| Сход \| Не финишировал \| \| НКВ \| Не прошёл квалификацию \| \| НПКВ \| Не прошёл предквалификацию \| \| ДСК \| Дисквалифицирован \| \| ИСК \| Исключён из протокола соревнований \| \| ТТ \| Заявлен для участия только в тренировках \| \| НС \| Участвовал в квалификации, но не стартовал в гонке \| \| Т \| Травмирован или болен \| \| ОТК \| Отказ от участия \| \| НТР \| Прибыл на соревнования, но на трассу не выезжал \| \| НПР \| Был заявлен в числе участников, но не прибыл к началу соревнований \| \| О \| Соревнования отменены \| \| \| Не участвовал \| \| Поул-позиция \| \| \| Быстрый круг \| \| |                                                                    |
| Пример | Описание                                                           |
| 1 | Победитель                                                         |
| 2 | Второе место                                                       |
| 3 | Третье место                                                       |
| 5 | Финишировал, заработав очки                                        |
| Сход | Не финишировал, но при этом заработал очки                         |
| 12 | Финишировал, не получив очков                                      |
| НКЛ | Финишировал, но не попал в финальную классификацию                 |
| 15 | Участвовал вне зачёта, либо по отдельной классификации             |
| 18 | Не финишировал, но попал в финальную классификацию                 |
| Сход | Не финишировал                                                     |
| НКВ | Не прошёл квалификацию                                             |
| НПКВ | Не прошёл предквалификацию                                         |
| ДСК | Дисквалифицирован                                                  |
| ИСК | Исключён из протокола соревнований                                 |
| ТТ | Заявлен для участия только в тренировках                           |
| НС | Участвовал в квалификации, но не стартовал в гонке                 |
| Т | Травмирован или болен                                              |
| ОТК | Отказ от участия                                                   |
| НТР | Прибыл на соревнования, но на трассу не выезжал                    |
| НПР | Был заявлен в числе участников, но не прибыл к началу соревнований |
| О | Соревнования отменены                                              |
| | Не участвовал                                                      |
| Поул-позиция |                                                                    |
| Быстрый круг |                                                                    |

| Год  | Команда  | Шасси         | 1        | 2        | 3        | 4        | 5        | 6        | 7        | 8        | 9        | 10       | 11       | 12       | 13       | 14       | 15       | 16       | 17       | Место | Очки |
| ---- | -------- | ------------- | -------- | -------- | -------- | -------- | -------- | -------- | -------- | -------- | -------- | -------- | -------- | -------- | -------- | -------- | -------- | -------- | -------- | ----- | ---- |
| 1994 | Sauber   | Sauber C13    | БРА Сход | ТИХ 5    | САН 7    | МОН НС   | ИСП Сход | КАН Сход | ФРА 4    | ВЕЛ 7    | ГЕР Сход | ВЕН Сход | БЕЛ Сход | ИТА Сход | ПОР Сход | ЕВР 6    | ЯПО 6    | АВС 7    |          | 13    | 7    |
| 1995 | Sauber   | Sauber C14    | БРА Сход | АРГ 5    | САН 6    | ИСП 8    | МОН 6    | КАН Сход | ФРА 10   | ВЕЛ 6    | ГЕР Сход | ВЕН 5    | БЕЛ 4    | ИТА 3    | ПОР 6    | ЕВР Сход | ТИХ 7    | ЯПО 8    | АВС Сход | 9     | 15   |
| 1996 | Sauber   | Sauber C15    | АВС 8    | БРА Сход | АРГ Сход | ЕВР Сход | САН Сход | МОН 4    | ИСП 4    | КАН Сход | ФРА Сход | ВЕЛ 8    | ГЕР 8    | ВЕН Сход | БЕЛ Сход | ИТА Сход | ПОР 7    | ЯПО 6    |          | 12    | 7    |
| 1997 | Williams | Williams FW19 | АВС 8    | БРА 9    | АРГ Сход | САН 1    | МОН Сход | ИСП 8    | КАН 4    | ФРА 2    | ВЕЛ Сход | ГЕР Сход | ВЕН Сход | БЕЛ 3    | ИТА 3    | АВТ 3    | ЛЮК 3    | ЯПО 2    | ЕВР 6    | 2     | 42   |
| 1998 | Williams | Williams FW20 | АВС 3    | БРА 5    | АРГ 9    | САН 5    | ИСП 8    | МОН Сход | КАН Сход | ФРА 15   | ВЕЛ Сход | АВТ Сход | ГЕР 9    | ВЕН 5    | БЕЛ 4    | ИТА 7    | ЛЮК 5    | ЯПО 5    |          | 7     | 17   |
| 1999 | Jordan   | Jordan 199    | АВС 2    | БРА 3    | САН Сход | МОН 4    | ИСП Сход | КАН 11   | ФРА 1    | ВЕЛ 4    | АВТ 4    | ГЕР 3    | ВЕН 4    | БЕЛ 3    | ИТА 1    | ЕВР Сход | МАЛ 6    | ЯПО 4    |          | 3     | 54   |
| 2000 | Jordan   | Jordan EJ10   | АВС Сход | БРА 3    | САН Сход | ВЕЛ 17   | ИСП 6    | ЕВР Сход | МОН 10   | КАН Сход | ФРА 7    | АВТ Сход |          |          |          |          |          |          |          | 9     | 11   |
| 2000 | Jordan   | Jordan EJ10B  |          |          |          |          |          |          |          |          |          |          | ГЕР Сход | ВЕН 6    | БЕЛ 6    | ИТА Сход | США 3    | ЯПО Сход | МАЛ Сход | 9     | 11   |
| 2001 | Jordan   | Jordan EJ11   | АВС 5    | МАЛ 4    | БРА 11   | САН 6    | ИСП Сход | АВТ Сход | МОН Сход | КАН НС   | ЕВР Сход | ФРА 8    | ВЕЛ 7    | ГЕР      |          |          |          |          |          | 13    | 6    |
| 2001 | Prost    | Prost AP04    |          |          |          |          |          |          |          |          |          |          |          |          | ВЕН Сход | БЕЛ 9    | ИТА Сход | США 10   | ЯПО 12   | 13    | 6    |
| 2002 | Arrows   | Arrows A23    | АВС ДСК  | МАЛ 11   | БРА Сход | САН Сход | ИСП 6    | АВТ 11   | МОН 6    | КАН 13   | ЕВР 13   | ВЕЛ Сход | ФРА НКВ  | ГЕР Сход | ВЕН      | БЕЛ      | ИТА      |          |          | 18    | 2    |
| 2002 | Sauber   | Sauber C21    |          |          |          |          |          |          |          |          |          |          |          |          |          |          |          | США 13   | ЯПО      | 18    | 2    |
| 2003 | Sauber   | Sauber C22    | АВС 6    | МАЛ 9    | БРА 5    | САН 11   | ИСП Сход | АВТ НС   | МОН Сход | КАН Сход | ЕВР 9    | ФРА 12   | ВЕЛ 12   | ГЕР Сход | ВЕН Сход | ИТА 13   | США 3    | ЯПО Сход |          | 11    | 13   |

## Результаты в серииSpeedCar
| Год       | Команда        | 1/1    | 1/2      | 2/1    | 2/2    | 3/1     | 3/2    | 4/1    | 4/2    | 5/1    | 5/2     | Место | Очки |
| --------- | -------------- | ------ | -------- | ------ | ------ | ------- | ------ | ------ | ------ | ------ | ------- | ----- | ---- |
| 2008      | Phoenix Racing | СЕН1   | СЕН2     | СЕП1   | СЕП2   | САХ1 11 | САХ2 9 | ДУБ1   | ДУБ2   |        |         | 18    | 0    |
| 2008/2009 | Team Lavaggi   | ДУБ1 2 | ДУБ2 Отм | САХ1 2 | САХ2 4 | ЛУС1 НФ | ЛУС2 5 | ДУБ3 3 | ДУБ4 4 | САХ3 2 | САХ4 12 | 4     | 44   |